# Заповідник Ябело
Заповідник дикої природи Ябело — охоронна територія та заповідник дикої природи на півдні Ефіопії. Він розташований у зоні Борена регіону Оромія на захід від міста Ябело, має площу 2500 км 2 і висоту від 1430 до 2000 метрів над рівнем моря. На півдні заповідник межує з національним парком Борана.

## Екологія

### Флора
Територія заповідника примітна червоноземами, які містять мало органічних речовин. Загальний тип рослинності – акацієва савана, основними деревами є A. drepanolobium на чорному бавовняному ґрунті та A. brevispica та A. horrida на схилах. Є також спорадично Balanites aegyptiaca та кілька видів Commiphora та Terminalia на нижчих висотах. Вищі частини пагорбів раніше були вкриті лісом, де переважали Juniperus procera та Olea europaea cuspidata.

### Тваринний світ

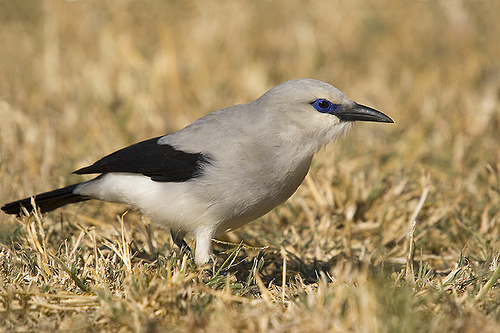
Ендемік півдня Ефіопії, чагарникова джиджітка

Відомо, що в заповіднику багато бурчеллових зебр, а також невеликі популяції геренуків, газелей Гранта, ориксів Бейза та дік-діків Гюнтера. У парку також зустрічаються бохорська редунка, кущова свиня, ефіопський заєць, великий куду, малий куду та бородавочник. Сітчаста жирафа є одним із рідкісних видів заповіднику, що знаходяться під загрозою зникнення. Хижі тварини заповідника включають лева, леопарда, гепарда, африканського дикого собаку, золотого шакала, сервала, смугастого шакала, плямисту гієну та оливкових павіанів. 
Заповідник дикої природи Ябелло є домом для 210 видів птахів. Ендемічні види птахів, які зустрічаються в цій заповідній зоні, включають чагарникову джиджітку та білохвосту ластівку.

## Охорона
Повідомляється, що Ябело страждає від значної вирубки лісів, а незаконне полювання на котячих і страусів є поширеним явищем. Деякі колишні військові також нелегально оселилися в межах заповідника.